# トドカナイカラ
「トドカナイカラ」は、平井堅の43枚目のシングル。2018年5月30日にアリオラジャパンから44枚目のシングル「知らないんでしょ?」と同時発売された。CD発売に先駆けて5月9日からフルサイズ音源が先行配信された。

## 解説
前作「ノンフィクション」から約1年ぶりとなるシングル。
表題曲はソニー・ピクチャーズ エンタテインメント配給映画『50回目のファーストキス』主題歌として書き下ろされた。
ミュージック・ビデオは、映画に主演した山田孝之と長澤まさみのナレーションとともに始まる映画の映像を使用した映画版と平井堅自身が出演するオリジナルバージョンの2種類が制作された。オリジナルバージョンでは、畳が敷き詰められた温泉旅館の大宴会場で、キレ味抜群のダンスを披露するピエロと、髭をピンクラメで染めて“届けたい”という気持ちを表した平井堅という異色な組み合わせによりカラフルでポップな世界観が表現されている。
シングルCDにはボーナストラックとして、『Ken’s Bar』開催20周年イヤーの幕開けを記念して2017年12月に行われた『Ken’s Bar』のLIVE音源が収録されている。

## 収録曲
| #  | タイトル | 作詞・作曲 | 編曲              | 時間 |
| -- | --- | ---------- | ----------------- | ---- |
| 1. | 「トドカナイカラ」 | 平井堅     | Tomi Yo, 石成正人 | 4:07 |
| 2. | 「トドカナイカラ」(less vocal)                                                                                        | 平井堅     | Tomi Yo, 石成正人 | 4:09 |
| 3. | 「魔法って言っていいかな? (Ken's Bar 20th Anniversary Bonus Track From Ken's Bar 2017 X'mas Special!!)」(bonus track) |            |                   | 4:13 |
| 4. | 「センチメンタル (Ken's Bar 20th Anniversary Bonus Track From Ken's Bar 2017 X'mas Special!!)」(bonus track)          |            |                   | 4:56 |
| 5. | 「哀歌(エレジー) (Ken's Bar 20th Anniversary Bonus Track From Ken's Bar 2017 X'mas Special!!)」(bonus track)          |            |                   | 5:28 |